# Gers (département)
Cet article possède un paronyme, voir Cher.
Pour les articles homonymes, voir Gers.
Le Gers (/ʒɛʁs/, ou /ʒɛʁ/) est un département français de Gascogne en région Occitanie. Sa préfecture est la ville d'Auch. Il tire son nom de la rivière Gers, affluent de la Garonne. L'Insee et La Poste lui attribuent le code 32.

## Histoire
Le département a été créé à la Révolution française, le 4 mars 1790 en application de la loi du 22 décembre 1789, à partir d’une partie de l’ancienne province de Gascogne. Il porte initialement le nom de département d’Armagnac. Le département est divisé en six districts, dont les chefs-lieux sont Auch, Condom, Lectoure, L’IsIe-Jourdain, Mirande et Nogaro. Le décret du 28 janvier 1790 prévoit la possibilité de créer un septième district en faveur de Vic-Fezensac mais les trois commissaires chargés de la formation du département décident d’y renoncer.
En 1808, le département a été amputé du canton de Lavit, situé au nord-est, pour créer le département voisin du Tarn-et-Garonne.

Le Gers et les pays qui occupaient son territoire avant la Révolution. Ceux-ci faisaient tous partie de la province de Gascogne.
Armagnac
Condomois
Comminges
Rivière-Verdun

Au 1er janvier 2016, la région Midi-Pyrénées, à laquelle appartenait le Gers, fusionne avec la région Languedoc-Roussillon pour devenir la nouvelle région administrative Occitanie.

## Politique
- Conseil départemental du Gers
- Liste des conseillers départementaux du Gers
- Liste des députés du Gers
- Liste des préfets du Gers
- Liste des sénateurs du Gers

## Géographie

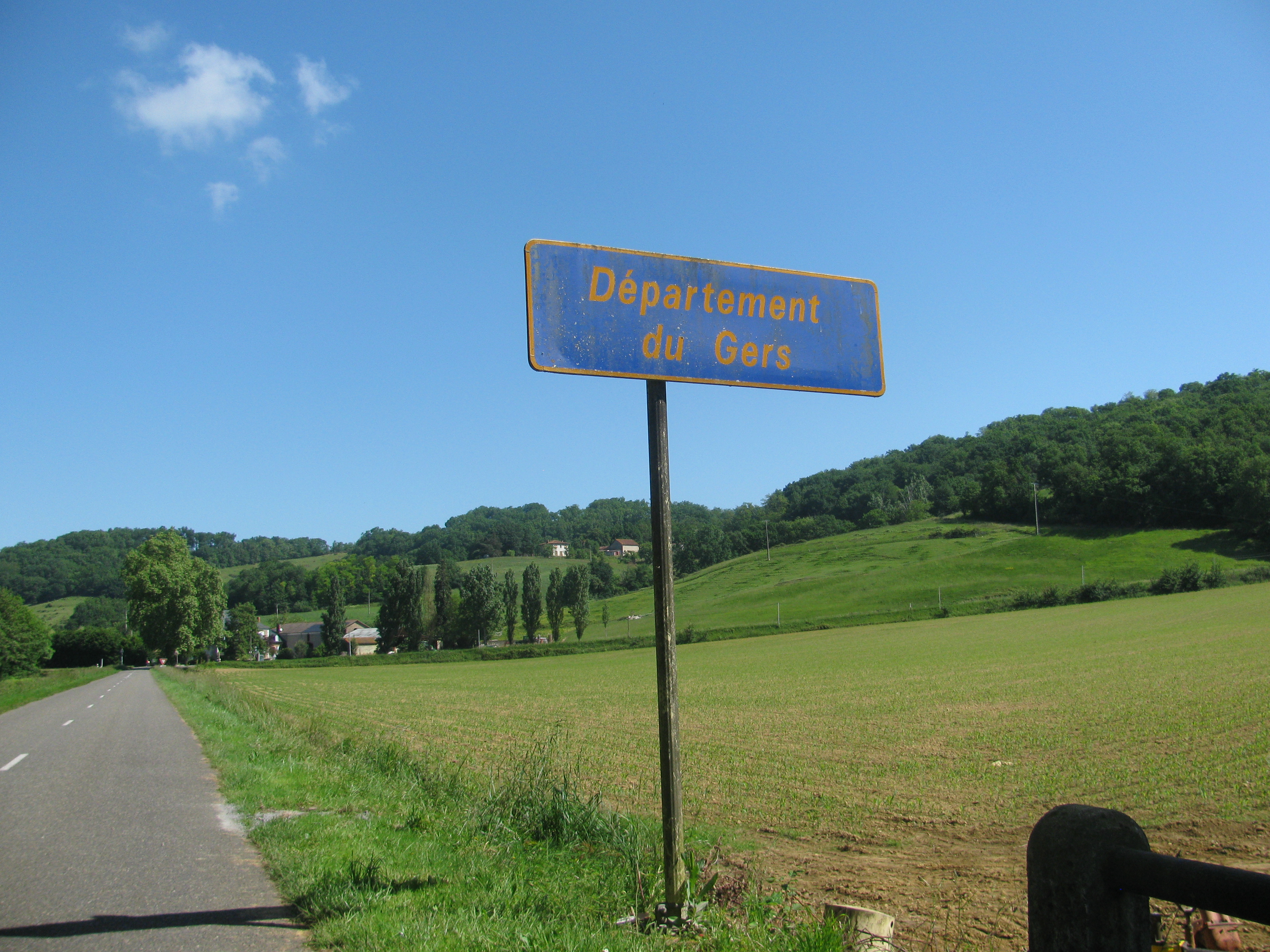
Panneau départemental.

Le Gers fait partie de la région Occitanie. Il est limitrophe des départements des Hautes-Pyrénées, de la Haute-Garonne, de Tarn-et-Garonne, de Lot-et-Garonne, des Landes et des Pyrénées-Atlantiques.
Les extrémités départementales sont au nord Pergain-Taillac, à l'est Pujaudran, au sud Mont-d'Astarac et à l'ouest Ségos.
Au lieu-dit Tuco sur la commune de Mont-d'Astarac se trouve le point culminant du département du Gers à l'altitude de 386 m.
Le Gers est connu pour ses paysages vallonnés. Les collines mouvantes sont entrecoupées de vallons où se dissimulent souvent des lacs artificiels voués à l'agriculture.

Paysages du Gers :
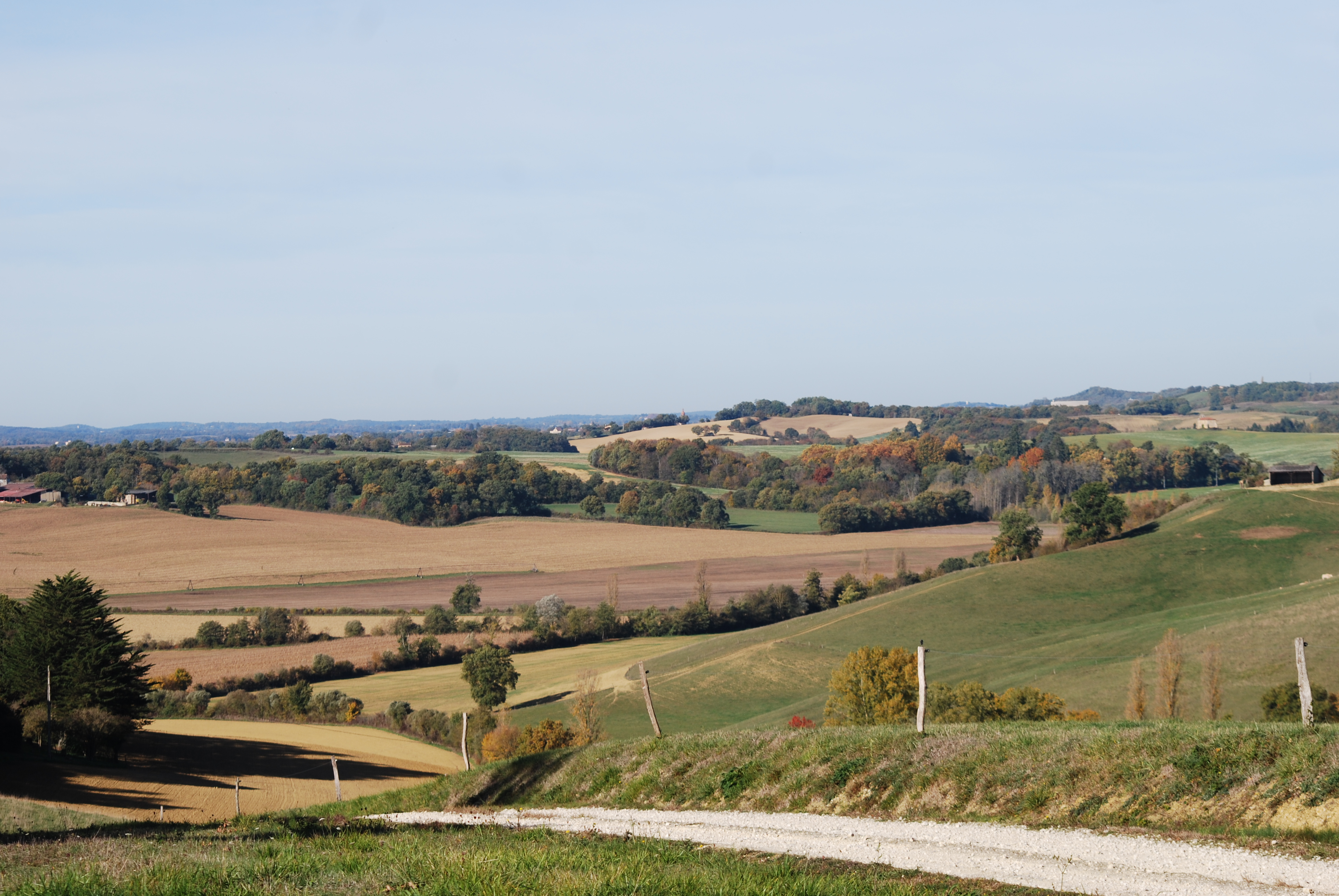
Lupiac, dans le centre-ouest.
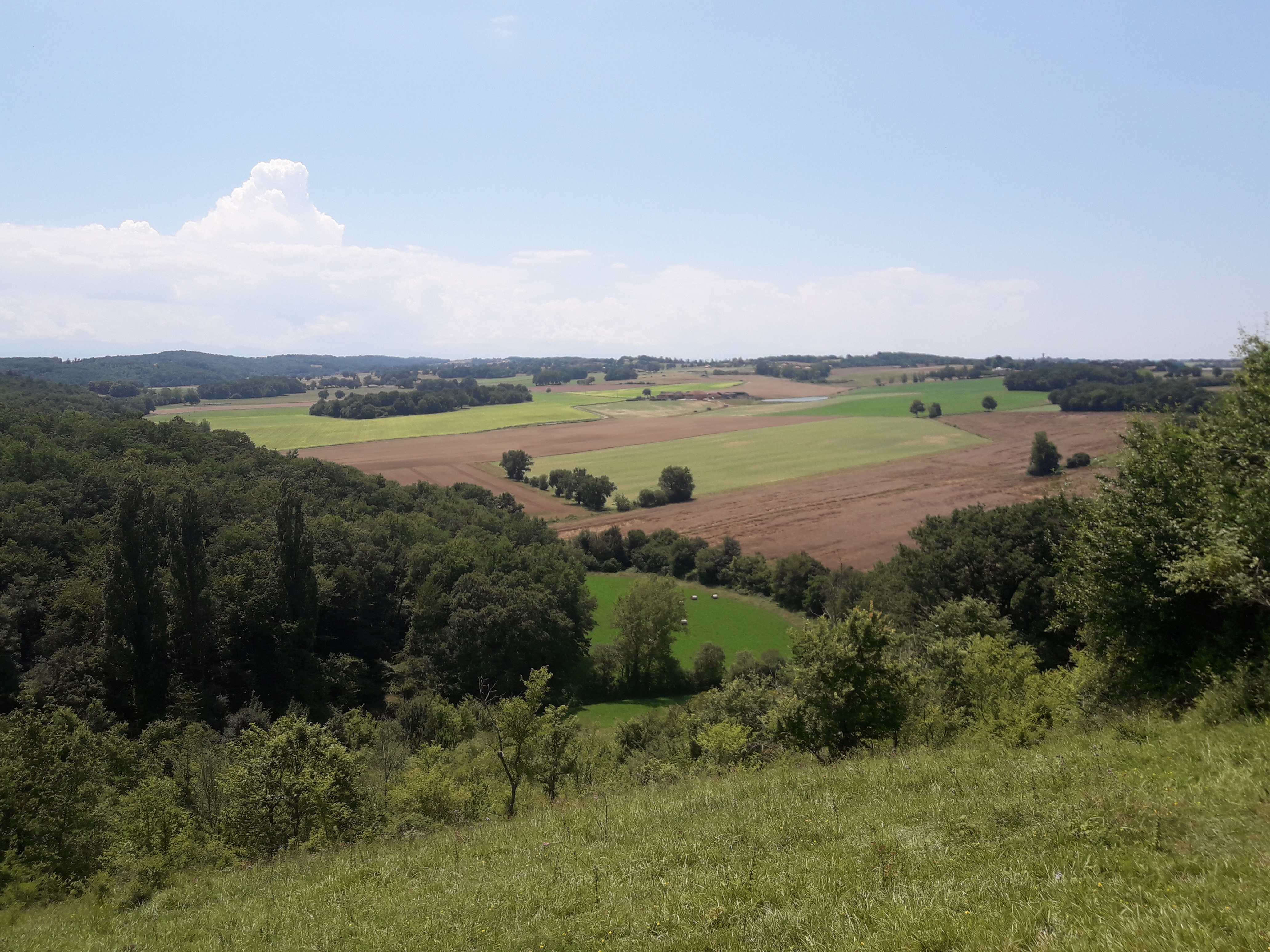
L'Astarac à Saint-Blancard, dans le sud-est.
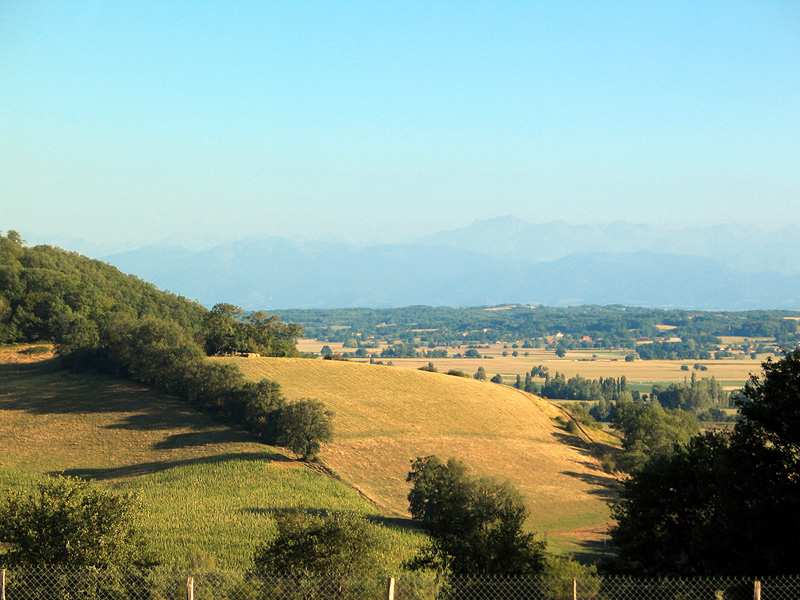
Collines et Pyrénées vues depuis Marciac, dans le sud-ouest.
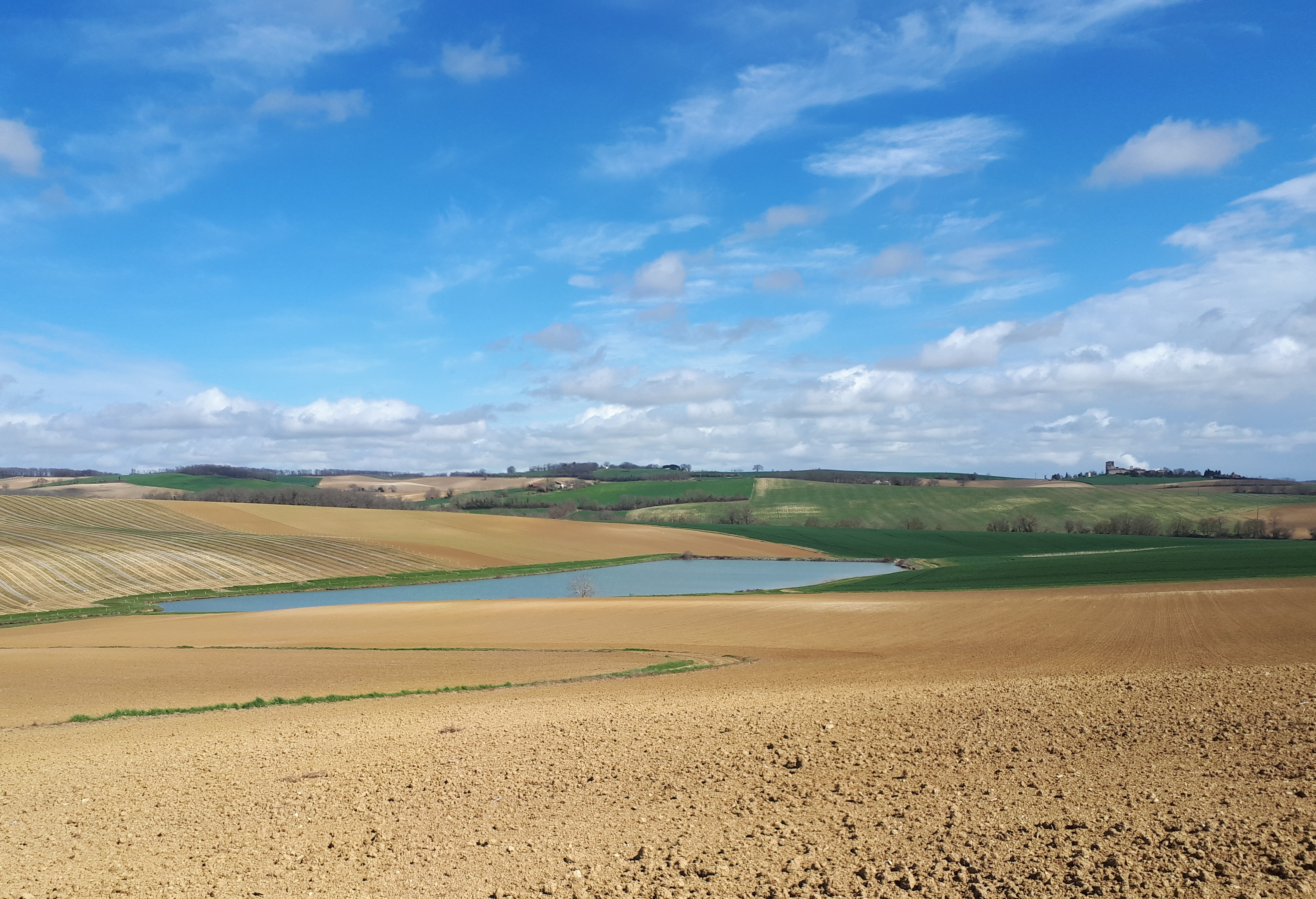
Lac artificiel sur le Ruisseau de Bazine (ou Rioucot), commune de Sainte-Mère.

## Climat
Les précipitations annuelles varient de plus de 900 mm au sud-ouest du département, à moins de 700 mm au nord-est (Auch, Condom, Lectoure). Les étés sont très chauds et faiblement pluvieux. Les hivers varient, avec souvent des températures négatives, des gelées nocturnes et souvent de la neige dans le sud du département où les altitudes avoisinent les 300 mètres, mais le climat reste tout de même relativement doux et clément.

## Transports
Le Gers est dans l'ensemble peu desservi par les infrastructures de transport : il ne comporte ni autoroute, ni voie ferrée électrifiée, ni aéroport desservi par des lignes régulières. La seule voie rapide à 2x2 voies et la seule ligne ferroviaire du département relient Auch à la métropole de Toulouse, principal pôle d'attraction du département.

## Économie
L'économie dans le Gers tourne principalement autour de l'agriculture et du tourisme culinaire. Le département est producteur de maïs, de blé, de colza, de tournesol servant pour l'élevage de canards gras. Ceux-ci sont transformés en mets de luxe dans les fermes locales ou usines (Comtesse du Barry, Ducs de Gascogne…) comme le foie gras, le confit ou les cous farcis. On y produit aussi de l'alcool et du vin (armagnac, côtes-de-gascogne, floc de Gascogne, madiran, pacherenc du Vic-Bilh, Pousse Rapière, saint-mont et tursan), ainsi que du pop-corn (Nataïs).
D'autres entreprises ont vu le jour autour de l'aéroport Auch-Gers, dont JCB Aéro, premier employeur privé d’Auch avec 150 salariés.

### Emplois selon le secteur d'activité
De 2008 à 2019, il y a une stabilité du nombre total d'emplois avec un recul de l'emploi dans l'agriculture et la construction, une stabilité dans l'industrie et une augmentation dans les services marchands et non marchands.
|                                                              | 2008   | 2008   | 2013   | 2013   | 2019   | 2019             | 2019               | 2019 |
| Nombre                                                       | %      | Nombre | %      | Nombre | %      | dont femmes en % | dont salariés en % |      |
| ------------------------------------------------------------ | ------ | ------ | ------ | ------ | ------ | ---------------- | ------------------ | ---- |
| Ensemble                                                     | 69 909 | 100,0  | 70 664 | 100,0  | 69 146 | 100,0            | 50,0               | 78,5 |
| Agriculture                                                  | 9 767  | 14,0   | 9 290  | 13,1   | 7 946  | 11,5             | 30,2               | 33,1 |
| Industrie                                                    | 7 750  | 11,1   | 7 713  | 10,9   | 7 659  | 11,1             | 34,2               | 88,8 |
| Construction                                                 | 5 652  | 8,1    | 5 363  | 7,6    | 4 406  | 6,4              | 6,8                | 60,5 |
| Commerce, transports, services divers                        | 24 322 | 34,8   | 25 570 | 36,2   | 25 143 | 36,4             | 47,8               | 79,6 |
| Administration publique, enseignement, santé, action sociale | 22 417 | 32,1   | 22 727 | 32,2   | 23 992 | 34,7             | 71,9               | 92,5 |

Ménages selon la catégorie socioprofessionnelle de la personne de référence en 2019
|                                                   | Nombre de ménages | %     | Population des ménages | %     |
| ------------------------------------------------- | ----------------- | ----- | ---------------------- | ----- |
| Ensemble                                          | 89 089            | 100,0 | 186 619                | 100,0 |
| Agriculteurs exploitants                          | 3 939             | 4,4   | 9 970                  | 5,3   |
| Artisans, commerçants, chefs d'entreprise         | 5 231             | 5,9   | 12 986                 | 7,0   |
| Cadres et professions intellectuelles supérieures | 6 242             | 7,0   | 16 274                 | 8,7   |
| Professions intermédiaires                        | 11 722            | 13,2  | 29 297                 | 15,7  |
| Employés                                          | 13 225            | 14,8  | 30 756                 | 16,5  |
| Ouvriers                                          | 11 889            | 13,3  | 29 503                 | 15,8  |
| Retraités                                         | 32 788            | 36,8  | 51 353                 | 27,5  |
| Autres personnes sans activité professionnelle    | 4 054             | 4,6   | 6 480                  | 3,5   |

## Démographie
Les habitants du Gers sont les Gersois.

### Évolution démographique
En 2022, le département comptait 192 649 habitants, en évolution de +1,04 % par rapport à 2016 (France hors Mayotte : +2,11 %).
| 1791 | 1801    | 1806    | 1821    | 1826    | 1831    | 1836    | 1841    | 1846    |
| ---- | ------- | ------- | ------- | ------- | ------- | ------- | ------- | ------- |
| -    | 257 609 | 287 021 | 301 336 | 307 601 | 312 160 | 312 882 | 311 447 | 314 885 |

| 1851    | 1856    | 1861    | 1866    | 1872    | 1876    | 1881    | 1886    | 1891    |
| ------- | ------- | ------- | ------- | ------- | ------- | ------- | ------- | ------- |
| 307 479 | 304 497 | 298 931 | 295 692 | 284 717 | 283 546 | 281 532 | 274 391 | 261 084 |

| 1896    | 1901    | 1906    | 1911    | 1921    | 1926    | 1931    | 1936    | 1946    |
| ------- | ------- | ------- | ------- | ------- | ------- | ------- | ------- | ------- |
| 250 472 | 238 448 | 231 088 | 221 994 | 194 406 | 196 419 | 193 134 | 192 451 | 190 431 |

| 1954    | 1962    | 1968    | 1975    | 1982    | 1990    | 1999    | 2006    | 2011    |
| ------- | ------- | ------- | ------- | ------- | ------- | ------- | ------- | ------- |
| 185 111 | 182 264 | 181 577 | 175 366 | 174 154 | 174 587 | 172 335 | 181 375 | 188 893 |

| 2016    | 2021    | 2022    | - | - | - | - | - | - |
| ------- | ------- | ------- | - | - | - | - | - | - |
| 190 664 | 192 437 | 192 649 | - | - | - | - | - | - |

### Communes les plus peuplées
| Nom             | Code Insee | Intercommunalité               | Superficie (km2) | Population (dernière pop. légale) | Densité (hab./km2) | Modifier                                    |
| --------------- | ---------- | ------------------------------ | ---------------- | --------------------------------- | ------------------ | ------------------------------------------- |
| Auch            | 32013      | CA Grand Auch Cœur de Gascogne | 72,48            | 22 825 (2022)                     | 315                | modifier les données · modifier les données |
| L'Isle-Jourdain | 32160      | CC de la Gascogne Toulousaine  | 70,48            | 9 499 (2022)                      | 135                | modifier les données · modifier les données |
| Condom          | 32107      | CC de la Ténarèze              | 97,37            | 6 454 (2022)                      | 66                 | modifier les données · modifier les données |
| Fleurance       | 32132      | CC de la Lomagne gersoise      | 43,32            | 6 130 (2022)                      | 142                | modifier les données · modifier les données |
| Eauze           | 32119      | CC du Grand Armagnac           | 69,86            | 4 060 (2022)                      | 58                 | modifier les données · modifier les données |
| Lectoure        | 32208      | CC de la Lomagne gersoise      | 84,93            | 3 685 (2022)                      | 43                 | modifier les données · modifier les données |
| Vic-Fezensac    | 32462      | CC d'Artagnan en Fézensac      | 53,94            | 3 578 (2022)                      | 66                 | modifier les données · modifier les données |
| Mirande         | 32256      | CC Cœur d'Astarac en Gascogne  | 23,42            | 3 442 (2022)                      | 147                | modifier les données · modifier les données |
| Gimont          | 32147      | CC des Coteaux Arrats Gimone   | 27,58            | 3 110 (2022)                      | 113                | modifier les données · modifier les données |
| Pavie           | 32307      | CA Grand Auch Cœur de Gascogne | 24,67            | 2 540 (2022)                      | 103                | modifier les données · modifier les données |
| Samatan         | 32410      | CC du Savès                    | 33,53            | 2 478 (2022)                      | 74                 | modifier les données · modifier les données |
| Mauvezin        | 32249      | CC Bastides de Lomagne         | 32,18            | 2 275 (2022)                      | 71                 | modifier les données · modifier les données |
| Nogaro          | 32296      | CC du Bas-Armagnac             | 11,06            | 2 226 (2022)                      | 201                | modifier les données · modifier les données |
| Lombez          | 32213      | CC du Savès                    | 19,55            | 2 188 (2022)                      | 112                | modifier les données · modifier les données |
| Pujaudran       | 32334      | CC de la Gascogne Toulousaine  | 17,41            | 1 708 (2022)                      | 98                 | modifier les données · modifier les données |

## Culture

### Langues

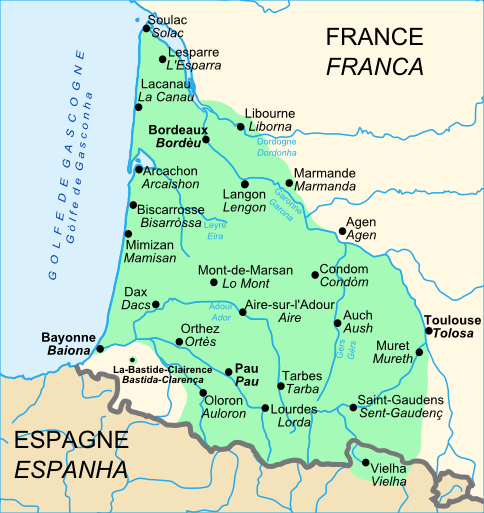
Limites linguistiques du gascon.

Le français, langue officielle nationale, est parlé et compris par l'ensemble de la population.
La langue régionale parlée est le gascon.

## Sports
Le Conseil départemental du Gers est labélisé Terre de Jeux 2024, le label de Paris 2024 à destination des collectivités, et accueillera sur son territoire le Relais de la flamme.

### Basketball
- Le BAC Mirande a été trois fois champion de France en Nationale féminine 1A, de 1988 à 1990. Le club a disparu en 1997.
- Le VCGB (Valence-sur-Baïse et Condom) évolue en Nationale 3 basé à Valence-sur-Baïse. Le club a évolué près de 20 ans en Nationale 1.
- Le Auch Basket Club évolue dans le championnat Nationale 2.

### Football
- L'Auch Football Club (Auch) évolue dans le championnat Régionale 1. Eric Carrière a été formé au CS Auch, l’ancêtre du Auch Football club[17].
- L'ASFLS (Fleurance et La Sauvetat) évolue dans le championnat Régional 2.

### Handball
- Le HBCL (L'Isle Jourdain) L'équipe féminine a évolué à la fin des années 1990 en Nationale 2 durant plusieurs saisons.
- Le HBCLS (Lombez-Samatan) L'équipe féminine a évolué en Nationale 3 durant plusieurs saisons.

### Kayak-polo
- Tarbes Auch Midi-Pyrénées : équipe féminine de kayak-polo.

### Rugby
- Le Football Club Auch, l’ancien club de rugby de la ville a quant à lui longtemps évolué en première division et a remporté le Bouclier européen en 2005.

- Le Rugby club Auch évolue en Nationale 2.
- L'Association sportive fleurantine évolue en Nationale 2.
- Le Lombez Samatan club évolue en Fédérale 1. Il a évolué dans l’élite du rugby français lors des saisons 1972 et 1986.
- L'Union sportive l'isloise évolue en Fédérale 1.
- L'Entente Astarac Bigorre XV évolue en Fédérale 2.
- La Société athlétique condomoise évolue en Fédérale 3. Le club a évolué dans l’élite en 1965, 1966 puis entre 1968 et 1973.
- La Jeunesse sportive riscloise évolue en Fédérale 3.
- L'Union Athlétique Vicoise (Vic-Fezensac) évolue en Fédérale 3.
- L'ES Gimont évolue en Fédérale 3. Le club a évolué dans l’élite en 1969.
- L'Association Athlétique Nogarolienne (Nogaro) évolue en Fédérale 3.
- Le Renaissance sportive mauvezinoise joue en Fédérale 3. Le club a atteint la première division en 1975 avant de renoncer pour raisons financières[18].
- L'Union Sportive Lectouroise (Lectoure) évolue en championnat Honneur.

#### Internationaux français originaires du Gers

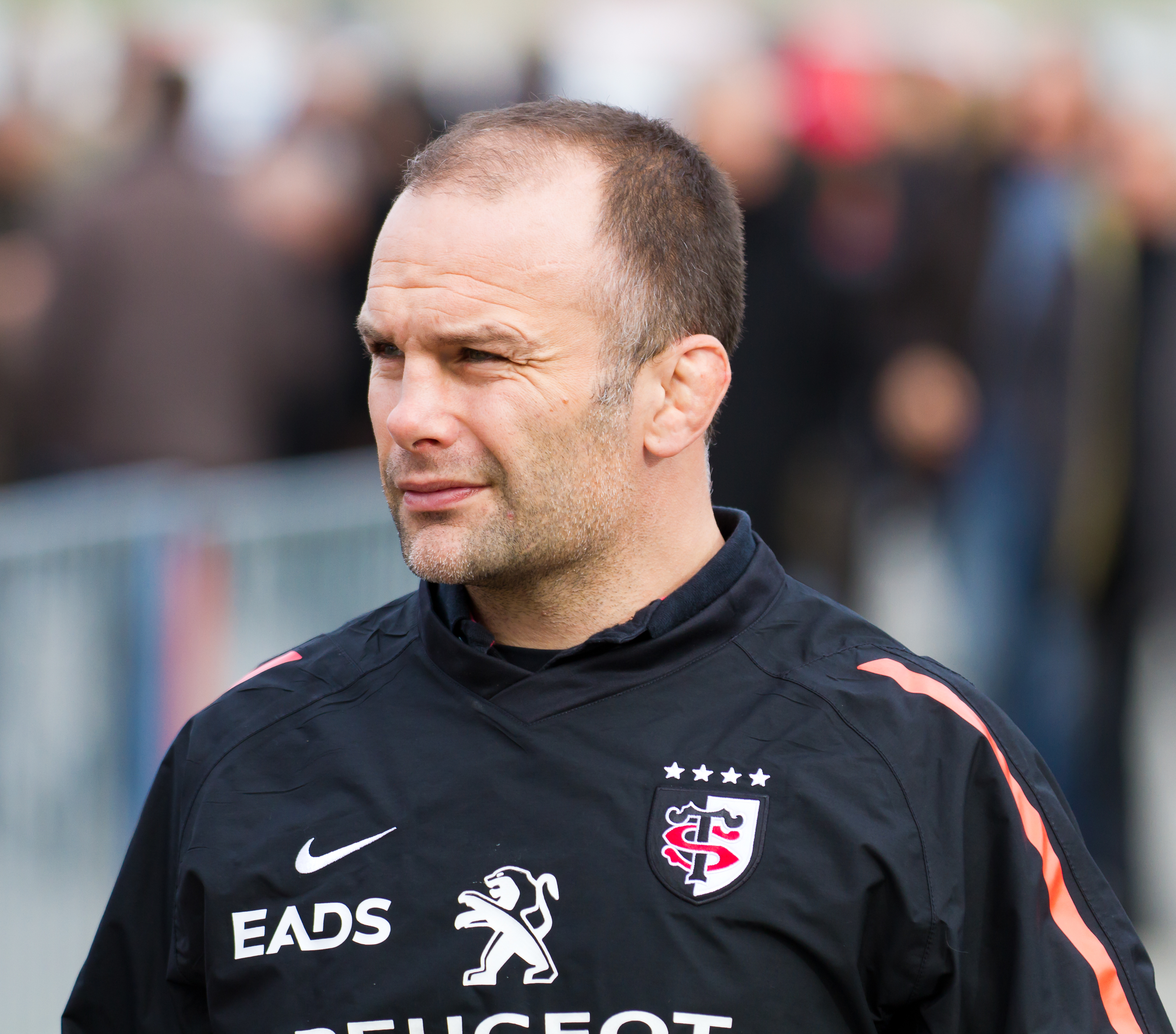
Yannick Bru, en 2012.

- Pierre Biémouret
- Pierre Bourgarit
- Yannick Bru
- Élie Cester
- Yves Duffaut
- Antoine Dupont
- Roger Ferrien
- Jacques Fouroux
- Stéphane Graou
- Jacques Gratton
- Julien Hériteau
- Anthony Jelonch
- Marcel Laurent
- Henri Lazies
- Jean Le Droff
- Arnaud Mignardi
- Christophe Porcu
- Jean-Claude Skrela
- Frédéric Torossian
- Jean Trillo

### Tennis de table
Le Cercle pongiste auscitain est champion de France de Nationale 1 en 2009. Il joue depuis en Pro B.

## Justice
Contrairement à la quasi-totalité des départements français qui comportent au moins une maison d'arrêt sur leur territoire ; le Gers n'en possède aucune. La dernière prison, située à Auch, a fermé ses portes en 1966 pour être démolie dix ans plus tard. Les détenus gersois sont depuis incarcérés à Agen, siège de la cour d'appel.

## Tourisme
Plus de six millions de nuitées touristes ont été enregistrées en 2022 dans le département, qui a accueilli 372000 visiteurs dans ses établissements de patrimoine et 350000  dans ses activités de loisirs.
Dans un « schéma du tourisme » départemental lancé en 2021, le concept de tourisme durable appelé « slow tourisme » est mis en valeur au moyen des mobilités douces, telles que le vélo, les voies fluviales, ainsi que des équipements comme le vélorail de l'Armagnac, ou encore avec le tourisme à la ferme appelé parfois « agrotourisme ».

### Économie du tourisme
L'économie du tourisme dans le Gers représente (données 2018 du comité départemental du tourisme destination Gers) :
- 1 700 000 visiteurs : 1 100 000 touristes, 600 000 excursionnistes ;
- 72 100 lits ;
- 260 000 000 € de dépenses des touristes dans le Gers, soit 7 % du PIB du département ;
- 2 700 emplois salariés liés au tourisme, 3 500 emplois en juillet-août ;
- 79 % de clientèle française en séjour dont 45 % de touristes de proximité ;
- 21 % de clientèle étrangère en séjour ;
- 39 € de dépense moyenne journalière en séjour vacances ;
- fréquentation :
  - thermalisme : 17 000 curistes et 5 000 accompagnants,
  - événementiel : 522 000 visiteurs et 295 000 entrées payantes,
  - œnotourisme : 150 000 visiteurs,
  - patrimoine : 427 200 visiteurs,
  - baignade : 350 120 entrées,
  - offices de tourisme : 97 000 demandes d'informations comptoir,
  - e-tourisme[20] : 850 000 visites et 6 000 000 pages vues.

### Résidences secondaires
- 6 400 résidences secondaires, soit 33 600 lits[21] ;
- On estime à environ 1 300 les résidences secondaires appartenant à des étrangers ;
- 65 % sont situées sur les parties nord et est du département ;
- Les Britanniques possèdent 49,4 % de ces résidences, suivis par les Néerlandais (19,4 %), Belges (10,2 %) et Allemands (8,7 %)[22].

#### Communes ayant plus de 10% de résidences secondaires
Selon le recensement général de la population du 1er janvier 2008, 9,5 % des logements disponibles dans le département étaient des résidences secondaires.
Ce tableau indique les principales communes du Gers dont les résidences secondaires et occasionnelles dépassent 10 % des logements totaux en 2008 :
| Ville                           | Population SDC | Nombre de logements | Rés. secondaires | % Rés. secondaires |
| ------------------------------- | -------------- | ------------------- | ---------------- | ------------------ |
| Cazaubon (Barbotan-les-Thermes) | 1 651          | 2 393               | 1 468            | 61,34 %            |
| Lombez                          | 1 804          | 1 036               | 208              | 20,08 %            |
| Marciac                         | 1 231          | 748                 | 130              | 17,45 %            |
| Gondrin                         | 1 158          | 681                 | 99               | 14,61 %            |
| Montréal                        | 1 269          | 720                 | 104              | 14,44 %            |
| Castelnau-d'Auzan               | 1 091          | 676                 | 94               | 13,86 %            |
| Miélan                          | 1 218          | 768                 | 92               | 12,01 %            |
| Plaisance                       | 1 465          | 920                 | 104              | 11,30 %            |
| Samatan                         | 2 276          | 1 219               | 127              | 10,39 %            |

## Personnalités
- D'Artagnan
- Blaise de Monluc, maréchal de France
- Jean Lannes, maréchal d'Empire
- Jacques Fouroux
- André Daguin
- Renaud Camus
- Jules de Carsalade du Pont, abbé et historien de la Gascogne
- Michel Cassé
- Édouard Lartet, paléontologue
- Jean-Luc Lagardère
- Jean-Claude Sensemat
- Jean Laborde, aventurier
- Jean Laborde, homme politique
- Jean-Joseph Moussaron, archevêque d'Albi, Juste parmi les nations[24]
- Bernard Descamps, député
- Michel Sarran, grand cuisinier
- Rosemonde Pujol, résistante, écrivaine, journaliste (seule personnalité féminine gersoise à avoir un nom de rue à Paris).
- Maurice Mességué
- Bertrand de Comminges
- Armand Praviel
- Claude Augé
- Jean-François Bladé
- Jean-Charles de Castelbajac, couturier
- Claire de Castelbajac
- Prosper-Olivier Lissagaray, journaliste
- Nicolas Portal, ancien coureur cycliste professionnel
- Yves Navarre, écrivain français
- Yves Rispat, homme politique
- Jean-Louis de Nogaret de La Valette, duc d'Epernon, pair et Maréchal de France
- Pierre Courrège, scénariste et réalisateur
- Jean Castex, homme politique et haut fonctionnaire
- Suzanne Lamy, critique littéraire et auteure
- Georges Bergé, général, compagnon de la Libération